# Arizona Cyclone
Arizona Cyclone is een Amerikaanse western uit 1941 onder regie van Joseph H. Lewis.

## Verhaal
George Randolph en Quirt Crenshaw hebben concurrerende postkoetsbedrijven. Tom Baxter is de voorman van Randolph en hij kan een groot contract in de wacht slepen. Crenshaw laat Randolph vervolgens vermoorden en zijn overste weigert een lening aan diens dochter.

## Rolverdeling
| Acteur             | Personage       |
| ------------------ | --------------- |
| Johnny Mack Brown  | Tom Baxter      |
| Fuzzy Knight       | Muleshoe        |
| Nell O'Day         | Claire Randolph |
| Kathryn Adams      | Elsie           |
| Herbert Rawlinson  | George Randolph |
| Dick Curtis        | Quirt Crenshaw  |
| Robert Strange     | Adam Draper     |
| Glenn Strange      | Roy Jessup      |
| Carl Sepulveda     | Waters          |
| Chuck Morrison     | Jack            |
| Buck Moulton       | Nick            |
| Jack Rube Clifford | Johnson         |